# Гиршович, Леонид Моисеевич
Леонид Моисеевич Гиршович (р. 31 августа 1948, Ленинград) — русский писатель.

## Биография
Леонид Гиршович родился в 1948 году в еврейской семье. Окончил Ленинградскую консерваторию по классу скрипки, работал в симфонических оркестрах Ленинграда, Иерусалима, Ганновера и Нюрнберга.
В 1973 году эмигрировал в Израиль, в 1974 — 1975 годах служил в израильской армии. С 1979 года живёт в Германии, в Ганновере (с 1980), до 2016 работал в оркестре Ганноверской оперы. В настоящее время живёт в Берлине.
Женат, имеет сына и дочь.

## Творчество
Дебютировал как прозаик в 1976 году тремя рассказами в альманахе «Шамир», выпустил книгу прозы: Перевернутый букет (Иерусалим: Шамир, 1978).
На Западе и в Израиле печатался в журналах «Время и мы», «22», «Континент», «Синтаксис», «Эхо», «Стрелец», «Солнечное сплетение», «Зеркало», «Зарубежные записки», «Заметки по еврейской истории», «Еврейская Старина», «Семь искусств», «Мастерская», газетах «Русская мысль», «Окна», «Наша страна». Прозу Гиршовича отличает изысканный стиль, многочисленные аллюзии и цитаты, обилие смысловых слоёв.
В России вышли книги прозы:
- Обменённые головы: Роман (СПб.: Библиополис, 1992); то же (М.: Текст, 1995, 1998, 2011);
- Чародеи со скрипками: Романы, эссе (СПб.: Издательство Ивана Лимбаха, 1997);
- Прайс: Роман (СПб.: Изд-во Ивана Лимбаха, 1998) Шорт-лист Букеровской премии 1999, в 2004 вышел в переводе на французский;
- Замкнутые миры доктора Прайса: Повести (М.: НЛО, 2001);
- Суббота навсегда: Роман (СПб.: Чистый лист, Ретро, 2001);
- «Вий», вокальный цикл Шуберта на слова Гоголя: Роман (М.: Текст, 2005);
- Фашизм и наоборот: Повесть (М.: НЛО, 2006);
- Шаутбенахт (М.: Текст, 2008);
- Арена XX (М.: Время, 2016).